# Unió Catalana de BikeTrial
La Unió Catalana de BikeTrial, abans Biketrial Associació Catalana (BAC), coneguda també com a Associació Catalana de Biketrial, és l'òrgan rector de l'esport del Biketrial a Catalunya. Fundada l'onze de maig de 2009, té la seu a Sabadell i està presidida des de gener del 2012 pel sabadellenc Josep Abant (pare de les bessones Gemma i Mireia Abant, múltiples campiones del món d'aquest esport). Abant succeeix en el càrrec a qui en fou president des del començament, Rai Arjona.
Pocs mesos després de la seva fundació i gràcies a la feina liderada per Rai Arjona en estreta col·laboració amb la Plataforma Pro Seleccions Esportives Catalanes, la BAC fou reconeguda per la BIU el 28 d'agost en un congrés celebrat a Pintang (Guizhou), Xina, esdevenint membre de ple dret d'aquest organisme. Pocs dies després, el 9 de setembre de 2009, fou reconeguda també per la EBU.
D'ençà del 2010, la BAC ha presentat una Selecció catalana de biketrial al Campionat del Món i des del 2012 al Campionat d'Europa, aconseguint-hi la victòria per països en totes les ocasions.

## Composició

### Presidents
| Ordre | Nom                       | Ciutat                      | Presidència |
| ----- | ------------------------- | --------------------------- | ----------- |
| 1.    | Raimon Arjona             | Olot, Garrotxa              | 2009-2011   |
| 2.    | Josep Abant               | Sabadell, Vallès Occidental | 2012-2019   |
| 3.    | Jordi Casablanca i Alfaro |                             | 2019-       |

## Competicions
La BAC té com a objectiu la promoció i desenvolupament del Biketrial a Catalunya, i amb aquesta finalitat organitza les següents competicions anuals:
- Campionat de Catalunya de biketrial
- Campionat dels Països Catalans de biketrial

A banda, s'encarrega també de l'organització de les proves puntuables per al campionat estatal que tenen lloc en territori català. Darrerament ha estat capdavantera internacional en el llançament i promoció d'una nova modalitat infantil d'aquest esport, el Push-Biketrial.